# José Roberto López Londoño
José Roberto López Londoño (Yalí, Antioquia; 30 de junio de 1937-Medellín, 21 de septiembre de 2018) fue un eclesiástico colombiano de la Iglesia católica. Fue obispo auxiliar de Medellín, y obispo titular de las diócesis de Armenia y Jericó. Falleció como obispo emérito de Jericó.

## Vida y obra
Sus padres fueron José Roberto y María Concepción y fue el mayor de siete hijos, tres mujeres: Rosa María, Lilia y Mariela (quien falleció a los pocos meses de nacida), y cuatro hombres: Roberto, Óscar, Octavio y Sigifredo (estos dos últimos ya fallecidos). Realizó los estudios de primaria en la Escuela de Maceo (Antioquia) y los de secundaria en el Seminario Menor de Medellín y los estudios eclesiásticos los realizó en el Seminario Mayor de Medellín. Fue ordenado sacerdote el 26 de agosto de 1962 de manos de monseñor Miguel Antonio Medina Medina, Obispo Auxiliar de Medellín, en la parroquia Nuestra Señora del Carmen de Bello (Antioquia).
Estudió pedagogía en la Universidad de Lovaina (Bélgica) y espiritualidad en el Instituto Pastoral del CELAM en Medellín. En 1964 fue profesor interno y prefecto del Seminario Menor de Medellín. En 1967 fue designado director espiritual del Seminario menor y estuvo en ese cargo hasta 1974 cuando fue nombrado Rector del mismo Seminario. Entre 1976 y 1982 estuvo como Director de la Casa de Formación Pablo VI (para vocaciones tardías) y orientador del Seminario Mayor.
También se desempeñó entre 1978 y 1979 como capellán del Colegio de María auxiliadora y entre 1980 y 1981 fue capellán del Instituto Jorge Robledo. En 1979, también estuvo como confesor de las Oblatas y de las niñas de las Granjas Infantiles (orfanato).
El 24 de mayo de 1982 fue designado por el papa Juan Pablo II como Obispo titular de Urbisaglia y Auxiliar de Medellín. Recibió la consagración episcopal el 3 de junio de 1982 de manos del cardenal Alfonso López Trujillo en la Catedral Metropolitana de Medellín; tomó como lema de su episcopado la frase en latín non ministrari, sed ministrare, que significa "No para ser servido, sino para servir". El 1 de julio del mismo año fue nombrado vicario general y encargado especialmente de atender la zona rural de la Arquidiócesis, que en aquella época comprendía los actuales territorios de las diócesis de Caldas y Girardota.
El 9 de mayo de 1987 fue designado por el papa Juan Pablo II como obispo de la diócesis de Armenia (Quindío), y tomó posesión de la sede el 6 de junio del mismo año. El 7 de octubre de 2003 es nombrado obispo de la diócesis de Jericó (Antioquia) y tomó posesión el 13 de diciembre de 2003. En 2012 presentó al papa Benedicto XVI su renuncia como obispo de Jericó por haber llegado al límite de edad canónica (75 años), sin embargo el sumo pontífice le pidió permanecer en su cargo hasta la canonización de la beata Laura Montoya, oriunda de Jericó. Finalmente el 13 de junio de 2013 el papa Francisco aceptó su renuncia, siendo nombrado como su sucesor Monseñor Noel Antonio Londoño Buitrago.

## Fallecimiento
En la madrugada del domingo 16 de septiembre de 2018 sufrió en su residencia una crisis de hipertensión severa, por lo cual fue internado en el Instituto Neurológico en estado crítico; en los días siguientes recuperó el conocimiento y tuvo oportunidad de conversar brevemente con gran cantidad de familiares y amigos que se hicieron presentes en el centro asistencial, incluyendo al Arzobispo de Medellín y al Obispo de Jericó, diócesis de la cual era obispo emérito. A la 1:00 a. m. del día viernes 21 de septiembre sufrió una falla cardíaca y finalmente a las 3:40 p. m. se produjo su deceso. Fue velado en el cementerio Campos de Paz, donde se celebró una misa exequial a las 9:00 a. m.; luego sus restos fueron trasladados a Jericó, en cuya catedral se realizaron las exequias solemnes a las 3:00 p. m.; posteriormente fue sepultado en la cripta de la catedral, como había sido su deseo.